# Odd Bondevik

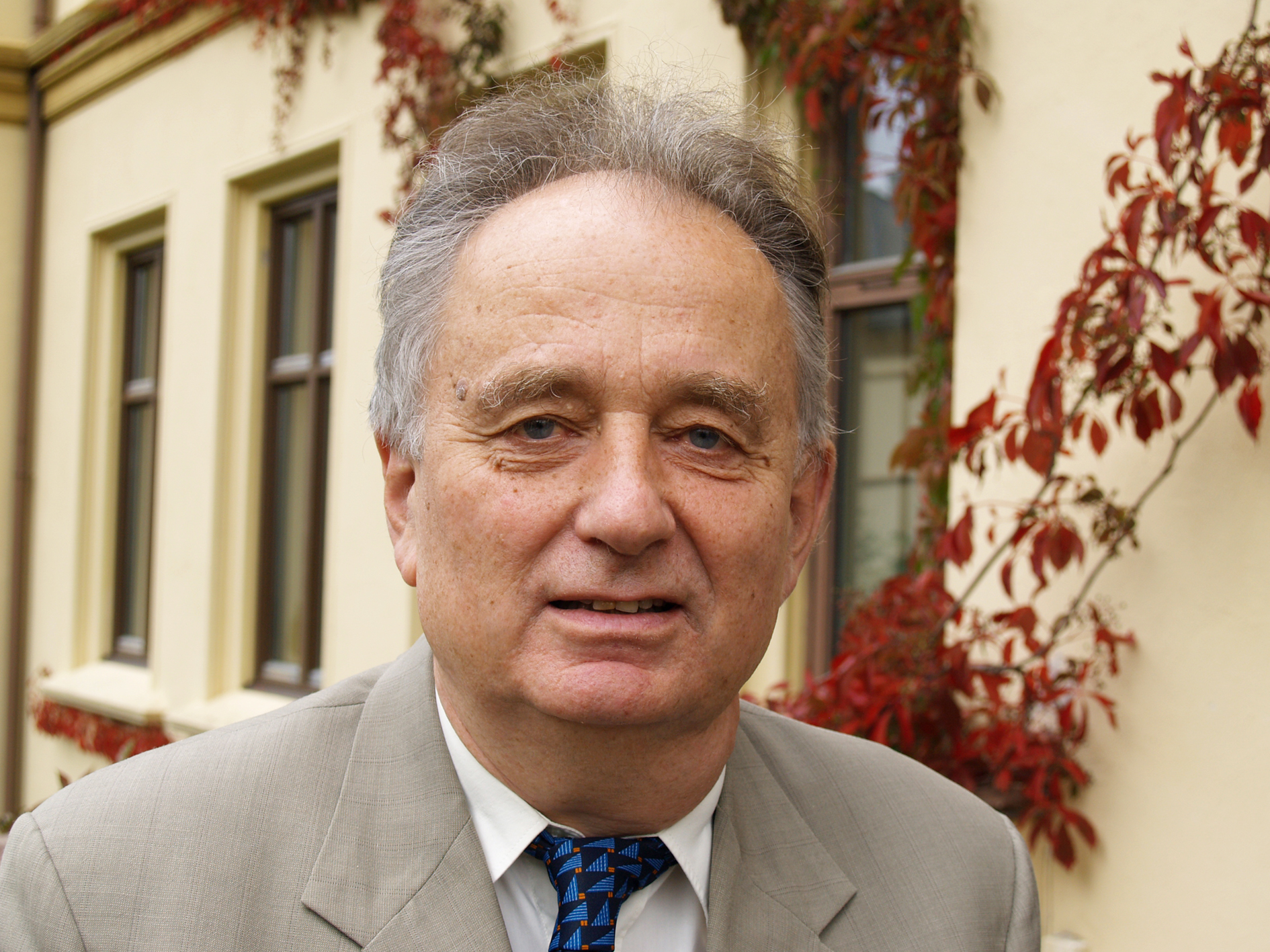
Odd Bondevik.

Odd Bondevik, född 20 juni 1941 i Sauda, död 6 september 2014 i Drammen, var biskop  i Norska kyrkan. Odd Bondevik var kusin till den tidigare statsministern Kjell Magne Bondevik.

## Biografi
Då han var åtta år flyttade familjen till Oslo på grund av att fadern, Kjell Bondevik, blev invald i Stortinget som representant för Kristelig folkeparti.  1960 började Odd Bondevik teologistudierna vid Det teologiske menighetsfakultet och han blev cand. theol. 1965. 1967 gjorde han sin värnplikt som fältpräst.  
I början av 1969 reste Bondevik till Japan som missionär för Det Norske Misjonsselskap (NMS). 1978 kom han hem för att ta över posten som missionssekreterare vid NMS huvudkontor.  Från november 1980 gick han in som generalsekreterare och överste ledare för den äldsta missionsorganisationen i Norge. Han innehade den posten till 1991.
Bondevik vigdes till biskop i Møre den 17 november samma år. Han var en av huvudkandidaterna till biskopsstolen i Oslo 1998, men förbigicks till förmån för Gunnar Stålsett. Han blev dock Norska kyrkans preses (ett uppdrag som tidigare varit förbehållet Oslobiskopen)och förblev det till 2002. 
Sommaren 1996 gick Bondevik ut offentligt och kungjorde att han hade ändrat uppfattning i frågan om kvinnors tillträde till prästämbetet och inte längre menade att detta var i strid med Bibelns lära. Han har vid flera tillfällen framträtt som förkämpe för miljö- och naturvård. 
I de olika frågekomplexen kring homosexualitet (som vigning och anställning av praktiserande homosexuella präster och äktenskap för homosexuella) höll Bondevik hela tiden fast vid sin kyrkas traditionella syn, medan kyrkans beslutande organ steg för steg närmade sig en mer tillåtande attityd.   
I augusti 2007 tillkännagav han att han hade för avsikt att lämna sin tjänst som biskop av Møre och den 10 februari 2008 höll han sin sista gudstjänst som biskop i Møre. Gudstjänsten var förlagd till Molde domkyrka. Bondevik hade då varit biskop i Møre i 17 år.